# Themiscyra
Themiscyra (/ˌθɛmɪˈskɪrə/; græsk: Θεμίσκυρα Themiskyra) var en by i Oldtidens Grækenland i det nordøstlige Anatolien; det var beliggende på den sydlige kyst af Sortehavet, nær mundingen af Thermodon, sandsynligvis ved eller nær moderne Terme.
Ifølge græsk mytologi var Themiscyra amazonernes hovedstad.

## Overblik
Byen Themiscyra nævnes allerede på Herodots tid (iv. 86; komp. Scylax of Caryanda, s. 33; Pausanias i. 2. § 1), der også nævner kvindelige amazonekrigere fra Themiscyra. Aischylos placerer i sit skuespil Prometheus Bound amazonernes oprindelige hjem i landet omkring Maeotis-søen (det nutidige Azovhav) - og fortæller, at de senere flyttede til Themiscyra. Ifølge Pseudo-Plutarch levede amazonerne i og omkring Tánais (oldgræsk: Τάναϊς, ved floden Don), som tidligere blev kaldt amazon (græsk: Ἀμαζόνιος), fordi amazonerne badede sig i det, før de flyttede til Themiscyra. Derudover nævner Strabon i sin Geografika, at Themiscyra var hjemsted for amazoner, men senere blev de drevet ud af disse steder.
Ptolemæus (v. 6 § 3) tager uden tvivl fejl ved at placere den længere mod vest, midtvejs mellem Iris (Yeşilırmak) og Kap Heraklium. Scylax kalder det en græsk by; men Diodorus Siculus (ii. 44) angiver, at det er bygget af grundlæggeren af amazonernes rige. Efter Mithridates VI's tilbagetog fra Cyzicus under den tredje mithridatiske krig, blev Themiscyra belejret af Lucullus. Indbyggerne forsvarede sig ved den lejlighed med stor tapperhed; og da deres mure blev undermineret, sendte de bjørne og andre vilde dyr, ja endda bisværme, mod Lucullus' arbejdere (Appian, Mithrid. 78). Men til trods for deres galante forsvar, synes byen at være gået til grunde ved den lejlighed, for Pomponius Mela taler om, at den ikke længere eksisterer (i. 19), og Strabo nævner den slet ikke.
Nogle mener, at byen Terme (Therme eller Termeh), ved mundingen af Thermodon, markerer stedet for det gamle Themiscyra; men Hamilton (Researches, i. S. 283) bemærker med rette, at den må have ligget lidt længere inde i landet. Ruiner af stedet ser ikke ud til at eksistere, for dem, som Texier anser for at angive stedet for Themiscyra, i en afstand af to dages rejse fra Halys (nu kaldet floden Kızılırmak), på grænsen til Galatien, kan umuligt have tilhørte det, men er efter al sandsynlighed resterne af Tavium. Redaktørerne af Barrington Atlas of the Greek and Roman World placerer Themiscyra "ved eller i nærheden af" Terme. I oldtiden var Themiscyras bier berømte for deres honning.
Themiscyra blev tidligere antaget at have været sæde for et bispedømme, men er nu ikke inkluderet i den katolske kirkes liste over titulære stole.

## Myte
Ifølge græsk mytologi var Themiscyra amazonernes hovedstad.
Herakles rejste til Themiscyra for at fuldføre sit niende arbejde, som skulle hente det gyldne bælte, der tilhørte amazonernes dronning Hippolyta.
Theseus besøgte også byen, selvom der er to versioner af denne myte. I den første version ledsagede han Herakles på sin ekspedition og hjalp ham med at erobre byen, og i den anden ledede Theseus sin egen ekspedition, længe efter at Herakles selv havde besøgt byen.
Apollonios Rhodios nævner i sit digt Argonautica, at ved Thermodon var amazonerne ikke samlet i én by, men spredt ud over landet, delt i tre forskellige stammer; i den ene del boede Themiskyreierne (græsk: Θεμισκύρειαι), i en anden Lycasterne (græsk: Λυκάστιαι), og i en anden Chadeserne (græsk: Χαδισια]).
Jason og argonauterne passerede Themiscyra på deres rejse til Kolchis. Zeus sendte Boreas, nordenvindens gud, og med hans hjælp stod argonauterne til søs ud fra kysten nær Themiscyra, hvor Themiskyreierne (amazoner) rustede til kamp.

## Moderne kulturelle referencer
I tegneserier med Wonder Woman er Themyscira en frodig bystat og ø-nation og oprindelsesstedet for Wonder Woman og amazonerne.